# Raithby (Louth)
Raithby – wieś w Anglii, w Lincolnshire. Raithby jest wspomniana w Domesday Book (1086) jako Radresbi.